# Gonanticlea sublustris
Gonanticlea sublustris là một loài bướm đêm trong họ Geometridae.